# Filomena Taipe Mendoza
Filomena Taipe Mendoza (20 décembre 1897 ? - 5 avril 2015) était une Péruvienne supercentenaire dont l'âge n'a pas pu être validé par le Centre de recherche gérontologique. Si son âge est exact, elle serait la personne la plus âgée en vie depuis la mort de Jirōemon Kimura, jusqu'à sa propre mort, et la dernière personne survivante connue au monde née en 1897.

## Biographie
Filomena Taipe prétend être née dans son village de Pucuto, dans le district d'Acoria, au sein du département de Huancavelica au Pérou, le 20 décembre 1897. Elle a engendré neuf enfants dont trois étaient encore en vie en 2014.
Elle touche une pension de retraite à partir de mars 2014 environ, qui se montait à 250 pesos mensuels, soit 65 dollars environ.
Elle attribue sa longévité à son mode de vie frugal, se nourrissant de pommes de terre, de fromage de chèvre, de fèves et et de tubercules oca. Elle loge dans une petite hutte de terre au village de Pocuto.
Filomena Taipe est décédée le 5 avril 2015 à Pucuto, dans le district d'Acoria, au sein du département de Huancavelica au Pérou, à l'âge déclaré de 117 ans et 106 jours.